# 박경훈
박경훈(한국 한자: 朴景勲, 1961년 1월 19일 ~ )은 대한민국의 전 축구 선수이자 지도자로 현재 수원 삼성 블루윙즈 단장으로 재직 중이다. 현역 시절 라이트백으로 활동했으며, 대한민국 역사상 가장 위대한 라이트백 중 한 명으로 꼽힌다.또한 동시에 포항 스틸러스의 레전드이자 초대 명예의 전당 헌액자이기도 하다.

## 클럽 경력
서울 수유동에서 태어난 박경훈 선수는 원래 미술을 좋아했지만, 고등학생이 되면서 경제적인 문제로 축구선수로 진로를 바꿨다.
1984년 포항제철 돌핀스에 입단했다. 1986년 11월 22일 열린 K리그 1986 챔피언결정전 1차전에서 전반 21분 선제골을 기록해서 팀의 1-0승리를 이끌었으며 포항의 첫번째 K리그 우승에 공헌했다.
1993년 해외 도전을 위해 영국으로 건너 가 세미프로 축구단인 예딩 FC에 입단하였으며, 한국인 선수로서는 최초로 잉글랜드 FA컵에 출전한 선수가 되었다.

## 지도자 경력
17세 이하 청소년 국가대표팀 감독을 맡았지만, 2007년 FIFA U-17 월드컵에서 조별 리그도 통과하지 못했다. 이 때부터 윤빛가람과 인연을 맺어 이후 성남에서 불화를 겪었던 윤빛가람을 제주에 데려오게 된다. 청소년 대표팀 감독에서 물러난 후 2008년 전주대학교 체육학부 축구학과의 교수로 임용 되어 축구를 다시 공부하다가 알툴 감독의 후임으로 2010년 제주 유나이티드의 감독으로 부임하였다. 2009년 15개 팀 중 14위에 그쳤던 제주 유나이티드를 2010년 정규 리그 준우승으로 이끌어 그 해 감독상을 수상하였다.
2014년 정규 리그 5위를 기록한 뒤 제주의 감독직에서 사임하였으며, 전주대학교직에 복직하였다.
2015년 1월 2015 AFC 아시안컵에서 SBS의 해설위원을 맡았다.
2016년 7월 성남 FC의 선수강화위원으로 선임되었다.
2017시즌을 앞두고 2부리그로 강등된 성남의 감독직에 취임하였다. 시즌 초 극심한 부진을 끊지 못하며 리그 최하위까지 떨어졌으나 시즌 중반들어 수비를 안정화시키며 리그 4위까지 끌어올렸으나 끝내 성남이 승격에 실패하면서 결국 11월 28일 감독직에서 경질됐다.

## 플레이 스타일
한국 최초로 수비수임에도 공격에 적극적으로 가담하여 '오버래핑의 시조'라는 별명을 가지고 있다.

## 수상

### 개인
- 1988년 K리그 MVP 수상
- 2010년 K리그 감독상 수상

### 감독

#### 제주 유나이티드
- K리그 준우승 1회 (2010년)

## 참고 자료
- K리그의 전설 : 박경훈 - 오버래핑의 창시자 보관됨 2017-07-01 - 웨이백 머신
- 수비 X파일 4 : 박경훈“서로 힘든 승부, 공격보다 한 발 먼저 뛰어라” 보관됨 2020-10-20 - 웨이백 머신